# Schefflera bukidnonensis
Schefflera bukidnonensis är en araliaväxtart som beskrevs av Elmer Drew Merrill. Schefflera bukidnonensis ingår i släktet Schefflera och familjen araliaväxter. Inga underarter finns listade.